# Allan Skarne
Allan Erik Oskar Skarne, född 13 november 1909 i Stockholm, död 7 oktober 1998 i Danderyd, var en svensk byggmästare. Han var bland annat vd för byggföretaget Ohlsson & Skarne och utvecklade tidigt prefab-byggsystem med betongelement.

## Liv och verk
Allan Skarne växte upp på Lidingö och fick sin utbildning till byggnadsingenjör under en treårig utbildning vid Tekniska skolans byggnadsyrkesskola i Stockholm. Hans far, Oscar Skarne, var byggmästare som tillsammans med Oskar Ohlsson grundade företaget Ohlsson & Skarne. Efter Oskar Ohlssons död började Allan Skarne 1934 i företaget Ohlsson & Skarne och blev 1938 delägare samt dess vd mellan 1946 och 1965. Under Allan Skarnes ledning specialiserade sig företaget inom prefabbygge med betongelement. Ett genombrott för bolaget inom prefab var när bostäder i Östberga i Stockholm uppfördes. Skarne utvecklade flera byggsystem, bland annat System 66 (eller S-66). System 66 användes första gången när Västra Orminge i Nacka byggdes.
I början av 1950-talet utfördes Sveriges första prefabricerade elementbyggeri under Allan Skarnes ledning tillsammans med HSB och arkitekt Lars Magnus Giertz i stadsdelen Östberga i Stockholm. Projektet var genombrottet för det industrialiserade byggandet i Sverige och lade grunden för att Ohlsson & Skarne blev en av de stora byggföretagen för miljonprogrammets bostadsproduktion. Allan Skarne vidareutvecklade sitt eget prefabsystem med väggar där ledningar för vatten och avlopp, elinstallationer samt ventilationskanaler var ingjutna redan på fabrik. Väggarna utfördes hushöga i stället för våningshöga för att undvika problem med horisontella fogar.
Efter samgåendet av Ohlsson & Skarne med Skånska Cementgjuteriet 1967 lämnade Allan Skarne bolagets ledning. Den internationella delen behölls i familjens ägo och har sedan 1967 haft sitt huvudkontor i Schweiz. Men Skarne satt med i Skånska cementgjuteriet styrelse fram till 1980. Trots att han bodde många år i Schweiz, befann han sig ofta i sin villa på Samsö, Djursholm. Villan hade han ritat tillsammans med arkitekten Nils Tesch och byggt i början av 1960-talet med prefabelement från den egna fabriken. Allan Skarne hade ett stort konstintresse, speciellt för Pablo Picasso. I villans trädgård ställde han upp några stora betongskulpturer som han lät gjuta efter Picassos skisser.
Allan Skarne är begravd på Danderyds kyrkogård.

## Byggnader i urval
- EPA-husen i Årsta

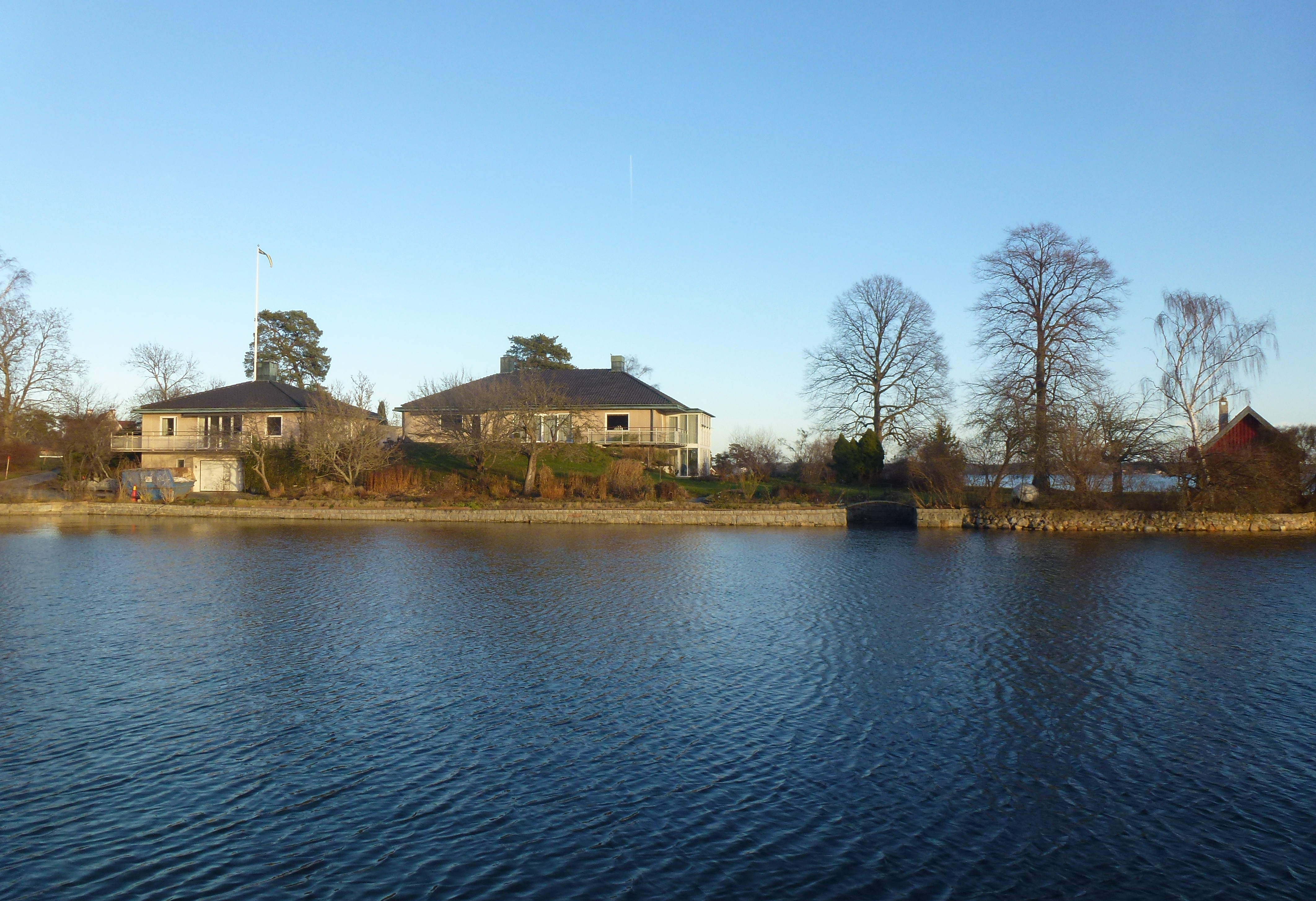
Skarnes villa Samsö, Djursholm.

- Fastigheten Trollhättan 29 i centrala Stockholm
- Bostadshus i Östberga
- "Kopparhusen" (på klubbvägen) i Danderyds kommun
- Punkthusen i Näsbydal
- Bostadsbebyggelsen i Västra Orminge
- Gallerian i Stockholm
- Sin egen villa Samsö, Djursholm